# Makary II (patriarcha Jerozolimy)
Makary II – ósmy patriarcha Jerozolimy; sprawował urząd w 552 r. i ponownie w latach 564–575.